# Upadit Pachariyangkun

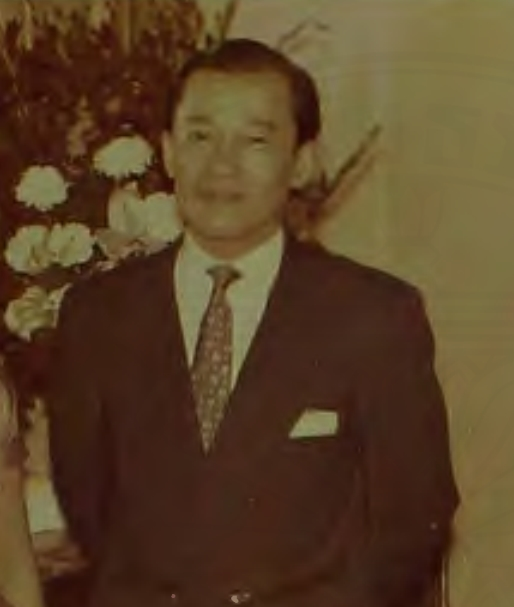
Upadit Pachariyangkun

Upadit Pachariyangkun (Thai: อุปดิศร์ ปาจรียางกูร; * 10. Dezember 1920 in Bangkok; † 5. Juli 2012 in Bangkok) war ein Politiker und Diplomat von Thailand. Zwischen 1976 und 1980 war thailändischer Außenminister.
Seit 1942 war Upadit im thailändischen Außenministerium angestellt und diente zunächst in Berlin (1942 bis 1945) sowie Bern (1946 bis 1950). Er schloss seine vorläufige Laufbahn im Ausland 1960 als Erster Sekretär der thailändischen Botschaft in Buenos Aires ab.
Bereits 1949 wurde Upadit an der Universität Bern in den Fächern Wirtschafts- und Politikwissenschaft promoviert. 1960 kam er zurück nach Thailand, wo er als Chef der Abteilung für Außenwirtschaft eingesetzt wurde, später als Generaldirektor der gesamten Wirtschaftsabteilung. 1965 war er Vertreter Thailands bei den Vereinten Nationen und unterstützte bei dieser Gelegenheit die Resolution 2079 der UNO-Vollversammlung zu Tibet. 1972 bis 1973 war er Botschafter der Königlichen Thailändischen Botschaft in Bern, zwischen 1975 und 1977 wechselte er als Botschafter in die USA.
Vom 22. Oktober 1976 bis zum 11. Februar 1980 war Upadit thailändischer Außenminister.